# Coleophora impunctata
Coleophora impunctata is een vlinder uit de familie van de kokermotten (Coleophoridae). De wetenschappelijke naam van de soort is voor het eerst geldig gepubliceerd in 1961 door Toll & Amsel.